# ナウエル (企業)
株式会社ナウエル（英: Nowl Co.,Ltd.）は、日本の冠婚葬祭互助会事業者。本社所在地は、山形県米沢市。

## 事業内容
- 冠婚葬祭互助会事業（割賦販売法による前払式特定取引業　経済産業大臣許可第2019号）
  - 結婚式に関する業務の全般及び結婚式場の経営
  - ご葬儀に関する業務の全般及び斎場の経営
  - 儀礼用衣裳のレンタル

## 主要施設
- 本社
  - 〒992-0053　山形県米沢市松が岬2-1-19
- グランドホクヨウ
  - 〒992-0012　山形県米沢市金池2-3-7
- ナウエルホール米沢
  - 〒992-0053　山形県米沢市松が岬2-1-19
- ナウエルファミリーホール中田
  - 〒992-0011　山形県米沢市中田町393
- ナウエルホール南陽
  - 〒999-2234　山形県南陽市中央東75-2
- ナウエルホール赤湯
  - 〒999-2221　山形県南陽市椚塚360-1
- ナウエルホール高畠
  - 〒992-0351　山形県東置賜郡高畠町大字高畠1327-2
- ナウエルホールまほろば
  - 〒999-2174　山形県東置賜郡高畠町大字福沢434-2
- ナウエルホール川西
  - 〒999-0122　山形県東置賜郡川西町大字中小松2292-3
- ナウエルホール長井
  - 〒993-0031　山形県長井市泉2112
- ナウエルホールなごみ
  - 〒993-0041　山形県長井市九野本1258-1
- ナウエルホール白鷹
  - 〒992-0831　山形県西置賜郡白鷹町大字荒砥甲629-1
- ナウエルホール小国
  - 〒999-1353　山形県西置賜郡小国町兵庫舘3-2-1

## 関連会社
- 株式会社スマートライフ
- 株式会社くらしの案内所
- 株式会社エヌ・ケー・フローリスト
- 株式会社紫雲堂

## 沿革
- 1980年（昭和55年）- 山形県米沢市において株式会社ナウエルを設立。
- 1981年（昭和56年）- 総合葬祭「ナウエル典礼」貸衣裳「雅裳苑」営業開始。
- 1989年（平成元年）- 総合結婚式場「グランドパレスエル」オープン。
- 1993年（平成5年） - 総合結婚式場「グランドホクヨウ」新築・リニューアルオープン。総合結婚式場「グランドホクヨウ南陽」「南陽聖ジョーンズ教会」総合葬祭「ナウエル典礼南陽」「ナウエル典礼長井」オープン。
- 1998年（平成10年） - 「米沢聖アンナ教会」「フランチェスカ教会」葬儀会館「セレモニーホール中田」オープン。
- 2003年（平成15年） - 葬儀会館「ナウエルホール米沢」「ナウエルホール南陽」「ナウエルホール高畠」「ナウエルホール川西」「ナウエルホール長井」「ナウエルホール白鷹」「ナウエルホール小国」オープン。
- 2008年（平成20年） - 葬儀会館「フラワーホール赤湯」「セレモニーホールなごみ」通夜会場「桜花」オープン。「東京第一ホテル米沢」吸収合併、改装オープン。総合結婚式場「グランドホクヨウ南陽」閉館。
- 2010年（平成22年） - 総合結婚式場「グランパリスパーティリゾート」リニューアルオープン。
- 2013年（平成25年） - 通夜会館「ナウエル通夜会館」「ナウエルホール小国通夜会館」オープン。
- 2017年（平成29年） - 葬儀会館「ナウエルホールまほろば」通夜会館「ナウエルホール川西通夜会館」オープン。
- 2018年（平成30年） - 「ナウエルファミリーホール中田」別館「ともしび」オープン。
- 2021年（令和3年） - 株式会社くらしの案内所を設立。
- 2021年（令和3年） - 2021年9月30日をもって「東京第一ホテル米沢」と「グランパリスパーティリゾート」の営業を終了[2][3][4][5][6][7]。
- 2021年（令和3年） - 営業を終了した「東京第一ホテル米沢」について、新潟県の企業株式会社DEN ORIENTAL RELATIONSが運営を引き継ぐことを発表[8][9][10][11][12][13]。